# Ardisia lancifolia
Ardisia lancifolia är en viveväxtart som beskrevs av Elmer Drew Merrill. Ardisia lancifolia ingår i släktet Ardisia och familjen viveväxter. Inga underarter finns listade i Catalogue of Life.